# Битка на Лешком пољу
Битка на Лешком пољу одиграла се 10. августа 955. године између источнофраначко-чешке феудалне војске под источнофраначким (немачким) краљем Отоном I на једној и Мађара под Булкусом и поглавицама Лелом и Суром на другој страни.
У Лешкој бици Немци су однели велику победу. Значај ове битке је велики за средњовековну историју Европе. Њоме су заустављени угарски пљачкашки походи који су деценијама пустошили средњу Европу. Мађари су се повукли у Панонију и преузели седелачки начин живота и хришћанство. Тиме се Европа први пут демографски стабилизовала још од времена сеоба народа. Мађари су основали своју државу око 1000. године. Ауторитет који је Отон стекао својом победом му је донео не само титулу римско-немачког цара, него и ауторитет којим је створио језгро будуће немачке националне државе.